# Lijst van senatoren uit Nevada

Zegel van de staat Nevada

Dit is een lijst van de senatoren voor de Amerikaanse staat Nevada. De senatoren voor Nevada zijn ingedeeld als Klasse I en Klasse III. De twee huidige senatoren voor Nevada zijn: Catherine Cortez Masto senator sinds 2017 de (senior senator) en Jacky Rosen senator sinds 2019 de (junior senator), beiden lid van de Democratische Partij.
Prominenten die hebben gediend als senator voor Nevada zijn onder anderen: James Graham Fair (prominent ondernemer), Key Pittman (prominent politicus), Richard Bryan (prominent politicus), John Ensign (prominent politicus), James Nye (prominent politicus), Pat McCarran (eerder opperrechter voor het Hooggerechtshof van Nevada), Paul Laxalt (prominent politicus), Harry Reid (Democratisch partijleider in de senaat van 2005 tot 2017) en Catherine Cortez Masto (prominent politica).

## Klasse I
| Nr.    | Senator voor Nevanda Senator from Nevada | Senator voor Nevanda Senator from Nevada | Senator voor Nevanda Senator from Nevada | Ambtstermijn     | Ambtstermijn     | Partij(en) | Verkiezing(en) |
| ------ | ---------------------------------------- | ---------------------------------------- | ---------------------------------------- | ---------------- | ---------------- | ---------- | -------------- |
| 1      |                                          | William Morris Stewart                   | William Morris Stewart (1827–1909)       | 1 februari 1865  | 4 maart 1875     | R          | 1865           |
| 1      | 1869                                     | William Morris Stewart                   | William Morris Stewart (1827–1909)       | 1 februari 1865  | 4 maart 1875     | R          |                |
| 2      |                                          | William Sharon                           | William Sharon (1821–1885)               | 4 maart 1875     | 4 maart 1881     | R          | 1875           |
| 3      |                                          | James Graham Fair                        | James Graham Fair (1831–1894)            | 4 maart 1881     | 4 maart 1887     | D          | 1881           |
| 4      |                                          | William Morris Stewart                   | William Morris Stewart (1827–1909)       | 4 maart 1887     | 4 maart 1905     | R          | 1887           |
| 4      | 1893                                     | William Morris Stewart                   | William Morris Stewart (1827–1909)       | 4 maart 1887     | 4 maart 1905     | R          |                |
| 4      | 1899                                     | William Morris Stewart                   | William Morris Stewart (1827–1909)       | 4 maart 1887     | 4 maart 1905     | R          |                |
| 5      |                                          | George Nixon                             | George Nixon (1860–1912)                 | 4 maart 1905     | 5 juni 1912      | R          | 1905           |
| 5      | 1911                                     | George Nixon                             | George Nixon (1860–1912)                 | 4 maart 1905     | 5 juni 1912      | R          |                |
| Vacant |                                          |                                          |                                          |                  |                  |            |                |
| 6      |                                          | William Massey                           | William Massey (1856–1914)               | 1 juli 1912      | 30 januari 1913  | R          |                |
| 7      |                                          | Key Pittman                              | Key Pittman (1872–1940)                  | 30 januari 1913  | 10 november 1940 | D          | 1913           |
| 7      | 1916                                     | Key Pittman                              | Key Pittman (1872–1940)                  | 30 januari 1913  | 10 november 1940 | D          |                |
| 7      | 1922                                     | Key Pittman                              | Key Pittman (1872–1940)                  | 30 januari 1913  | 10 november 1940 | D          |                |
| 7      | 1928                                     | Key Pittman                              | Key Pittman (1872–1940)                  | 30 januari 1913  | 10 november 1940 | D          |                |
| 7      | 1934                                     | Key Pittman                              | Key Pittman (1872–1940)                  | 30 januari 1913  | 10 november 1940 | D          |                |
| 7      | 1940                                     | Key Pittman                              | Key Pittman (1872–1940)                  | 30 januari 1913  | 10 november 1940 | D          |                |
| Vacant |                                          |                                          |                                          |                  |                  |            |                |
| 8      |                                          | Berkeley Bunker                          | Berkeley Bunker (1906–1990)              | 28 november 1940 | 6 december 1942  | D          |                |
| 9      |                                          | James Scrugham                           | James Scrugham (1880–1945)               | 6 december 1942  | 23 juni 1945     | D          | 1942           |
| Vacant |                                          |                                          |                                          |                  |                  |            | 1942           |
| 10     |                                          | Edward Carville                          | Edward Carville (1885–1956)              | 25 juli 1945     | 3 januari 1947   | D          | 1942           |
| 11     |                                          | George Malone                            | George Malone (1890–1961)                | 3 januari 1947   | 3 januari 1959   | R          | 1946           |
| 11     | 1952                                     | George Malone                            | George Malone (1890–1961)                | 3 januari 1947   | 3 januari 1959   | R          |                |
| 12     |                                          | Howard Cannon                            | Howard Cannon (1912–2002)                | 3 januari 1959   | 3 januari 1983   | D          | 1958           |
| 12     | 1964                                     | Howard Cannon                            | Howard Cannon (1912–2002)                | 3 januari 1959   | 3 januari 1983   | D          |                |
| 12     | 1970                                     | Howard Cannon                            | Howard Cannon (1912–2002)                | 3 januari 1959   | 3 januari 1983   | D          |                |
| 12     | 1976                                     | Howard Cannon                            | Howard Cannon (1912–2002)                | 3 januari 1959   | 3 januari 1983   | D          |                |
| 13     |                                          | Chic Hecht                               | Chic Hecht (1928–2006)                   | 3 januari 1983   | 3 januari 1989   | R          | 1982           |
| 14     |                                          | Richard Bryan                            | Richard Bryan (1937)                     | 3 januari 1989   | 3 januari 2001   | D          | 1988           |
| 14     | 1994                                     | Richard Bryan                            | Richard Bryan (1937)                     | 3 januari 1989   | 3 januari 2001   | D          |                |
| 15     |                                          | John Ensign                              | John Ensign (1958)                       | 3 januari 2001   | 3 mei 2011       | R          | 2000           |
| 15     | 2006                                     | John Ensign                              | John Ensign (1958)                       | 3 januari 2001   | 3 mei 2011       | R          |                |
| Vacant |                                          |                                          |                                          |                  |                  |            |                |
| 16     |                                          | Dean Heller                              | Dean Heller (1960)                       | 11 mei 2011      | 3 januari 2019   | R          |                |
| 16     | 2018                                     | Dean Heller                              | Dean Heller (1960)                       | 11 mei 2011      | 3 januari 2019   | R          |                |
| 17     |                                          | Jacky Rosen                              | Jacky Rosen (1957)                       | 3 januari 2019   | heden            | D          | 2018           |
| 17     | 2024                                     | Jacky Rosen                              | Jacky Rosen (1957)                       | 3 januari 2019   | heden            | D          |                |

## Klasse III
| Nr.    | Senator voor Nevanda Senator from Nevada | Senator voor Nevanda Senator from Nevada | Senator voor Nevanda Senator from Nevada | Ambtstermijn     | Ambtstermijn      | Partij(en) | Verkiezing(en) |
| ------ | ---------------------------------------- | ---------------------------------------- | ---------------------------------------- | ---------------- | ----------------- | ---------- | -------------- |
| 1      |                                          | James Nye                                | James Nye (1815–1876)                    | 1 februari 1865  | 4 maart 1873      | R          | 1865           |
| 1      | 1867                                     | James Nye                                | James Nye (1815–1876)                    | 1 februari 1865  | 4 maart 1873      | R          |                |
| 2      |                                          | John Percival Jones                      | John Percival Jones (1829–1912)          | 4 maart 1873     | 4 maart 1903      | R          | 1873           |
| 2      | 1879                                     | John Percival Jones                      | John Percival Jones (1829–1912)          | 4 maart 1873     | 4 maart 1903      | R          |                |
| 2      | 1885                                     | John Percival Jones                      | John Percival Jones (1829–1912)          | 4 maart 1873     | 4 maart 1903      | R          |                |
| 2      | 1891                                     | John Percival Jones                      | John Percival Jones (1829–1912)          | 4 maart 1873     | 4 maart 1903      | R          |                |
| 2      | 1897                                     | John Percival Jones                      | John Percival Jones (1829–1912)          | 4 maart 1873     | 4 maart 1903      | R          |                |
| 3      |                                          | Francis Newlands                         | Francis Newlands (1846–1917)             | 4 maart 1903     | 24 december 1917  | D          | 1903           |
| 3      | 1909                                     | Francis Newlands                         | Francis Newlands (1846–1917)             | 4 maart 1903     | 24 december 1917  | D          |                |
| 3      | 1914                                     | Francis Newlands                         | Francis Newlands (1846–1917)             | 4 maart 1903     | 24 december 1917  | D          |                |
| Vacant |                                          |                                          |                                          |                  |                   |            |                |
| 4      |                                          | Charles Henderson                        | Charles Henderson (1873–1954)            | 12 januari 1918  | 4 maart 1921      | R          |                |
| 4      | 1918                                     | Charles Henderson                        | Charles Henderson (1873–1954)            | 12 januari 1918  | 4 maart 1921      | R          |                |
| 5      |                                          | Tasker Oddie                             | Tasker Oddie (1870–1950)                 | 4 maart 1921     | 4 maart 1933      | R          | 1920           |
| 5      | 1923                                     | Tasker Oddie                             | Tasker Oddie (1870–1950)                 | 4 maart 1921     | 4 maart 1933      | R          |                |
| 6      |                                          | Pat McCarran                             | Pat McCarran (1876–1954)                 | 4 maart 1933     | 28 september 1954 | D          | 1932           |
| 6      | 1938                                     | Pat McCarran                             | Pat McCarran (1876–1954)                 | 4 maart 1933     | 28 september 1954 | D          |                |
| 6      | 1944                                     | Pat McCarran                             | Pat McCarran (1876–1954)                 | 4 maart 1933     | 28 september 1954 | D          |                |
| 6      | 1950                                     | Pat McCarran                             | Pat McCarran (1876–1954)                 | 4 maart 1933     | 28 september 1954 | D          |                |
| Vacant |                                          |                                          |                                          |                  |                   |            |                |
| 7      |                                          | Ernest Brown                             | Ernest Brown (1903–1965)                 | 1 oktober 1954   | 1 december 1954   | R          |                |
| 8      |                                          | Alan Bible                               | Alan Bible (1909–1988)                   | 1 december 1954  | 18 december 1974  | D          | 1954           |
| 8      | 1956                                     | Alan Bible                               | Alan Bible (1909–1988)                   | 1 december 1954  | 18 december 1974  | D          |                |
| 8      | 1962                                     | Alan Bible                               | Alan Bible (1909–1988)                   | 1 december 1954  | 18 december 1974  | D          |                |
| 8      | 1968                                     | Alan Bible                               | Alan Bible (1909–1988)                   | 1 december 1954  | 18 december 1974  | D          |                |
| 9      |                                          | Paul Laxalt                              | Paul Laxalt (1922–2018)                  | 18 december 1974 | 3 januari 1987    | R          |                |
| 9      | 1974                                     | Paul Laxalt                              | Paul Laxalt (1922–2018)                  | 18 december 1974 | 3 januari 1987    | R          |                |
| 9      | 1980                                     | Paul Laxalt                              | Paul Laxalt (1922–2018)                  | 18 december 1974 | 3 januari 1987    | R          |                |
| 10     |                                          | Harry Reid                               | Harry Reid (1939–2021)                   | 3 januari 1987   | 3 januari 2017    | D          | 1986           |
| 10     | 1992                                     | Harry Reid                               | Harry Reid (1939–2021)                   | 3 januari 1987   | 3 januari 2017    | D          |                |
| 10     | 1998                                     | Harry Reid                               | Harry Reid (1939–2021)                   | 3 januari 1987   | 3 januari 2017    | D          |                |
| 10     | 2004                                     | Harry Reid                               | Harry Reid (1939–2021)                   | 3 januari 1987   | 3 januari 2017    | D          |                |
| 10     | 2010                                     | Harry Reid                               | Harry Reid (1939–2021)                   | 3 januari 1987   | 3 januari 2017    | D          |                |
| 11     |                                          | Catherine Cortez Masto                   | Catherine Cortez Masto (1964)            | 3 januari 2017   | heden             | D          | 2016           |
| 11     | 2022                                     | Catherine Cortez Masto                   | Catherine Cortez Masto (1964)            | 3 januari 2017   | heden             | D          |                |

Alabama: Tuberville (R) · Britt (R)
Alaska: Murkowski (R) · Sullivan (R)
Arizona: Kelly (D) · Gallego (D)
Arkansas: Boozman (R) · Cotton (R)
Californië: Padilla (D) · Schiff (D)
Colorado: Bennet (D) · Hickenlooper (D)
Connecticut: Blumenthal (D) · Murphy (D)
Delaware: Coons (D) · Blunt Rochester (D)
Florida: R. Scott (R) · Moody (R)
Georgia: Ossoff (D) · Warnock (D)
Hawaï: Schatz (D) · Hirono (D)
Idaho: Crapo (R) · Risch (R)
Illinois: Durbin (D) · Duckworth (D)
Indiana: Young (R) · Banks (R)
Iowa: Grassley (R) · Ernst (R)
Kansas: Moran (R) · Marshall (R)
Kentucky: McConnell (R) · Paul (R)
Louisiana: Cassidy (R) · Kennedy (R)
Maine: Collins (R) · King (O)
Maryland: Van Hollen (D) · Alsobrooks (D)
Massachusetts: Warren (D) · Markey (D)
Michigan: Peters (D) · Slotkin (D)
Minnesota: Klobuchar (D) · Smith (D)
Mississippi: Wicker (R) · Hyde-Smith (R)
Missouri: Hawley (R) · Schmitt (R)
Montana: Daines (R) · Sheehy (R)
Nebraska: Fischer (R) · Ricketts (R)
Nevada: Cortez Masto (D) · Rosen (D)
New Hampshire: Shaheen (D) · Hassan (D)
New Jersey: Booker (D) · Kim (D)
New Mexico: Heinrich (D) · Luján (D)
New York: Schumer (D) · Gillibrand (D)
North Carolina: Tillis (R) · Budd (R)
North Dakota: Hoeven (R) · Cramer (R)
Ohio: Moreno (R) · Husted (R)
Oklahoma: Lankford (R) · Mullin (R)
Oregon: Wyden (D) · Merkley (D)
Pennsylvania: Fetterman (D) · McCormick (R)
Rhode Island: Reed (D) · Whitehouse (D)
South Carolina: Graham (R) · T. Scott (R)
South Dakota: Thune (R) · Rounds (R)
Tennessee: Blackburn (R) · Hagerty (R)
Texas: Cornyn (R) · Cruz (R)
Utah: Lee (R) · Curtis (R)
Vermont: Sanders (O) · Welch (D)
Virginia: Warner (D) · Kaine (D)
Washington: Murray (D) · Cantwell (D)
West Virginia: Moore Capito (R) · Justice (R)
Wisconsin: Johnson (R) · Baldwin (D)
Wyoming: Barrasso (R) · Lummis (R)
(D): Democraat · (R): Republikein · (O): Onafhankelijk